# Донская группа говоров

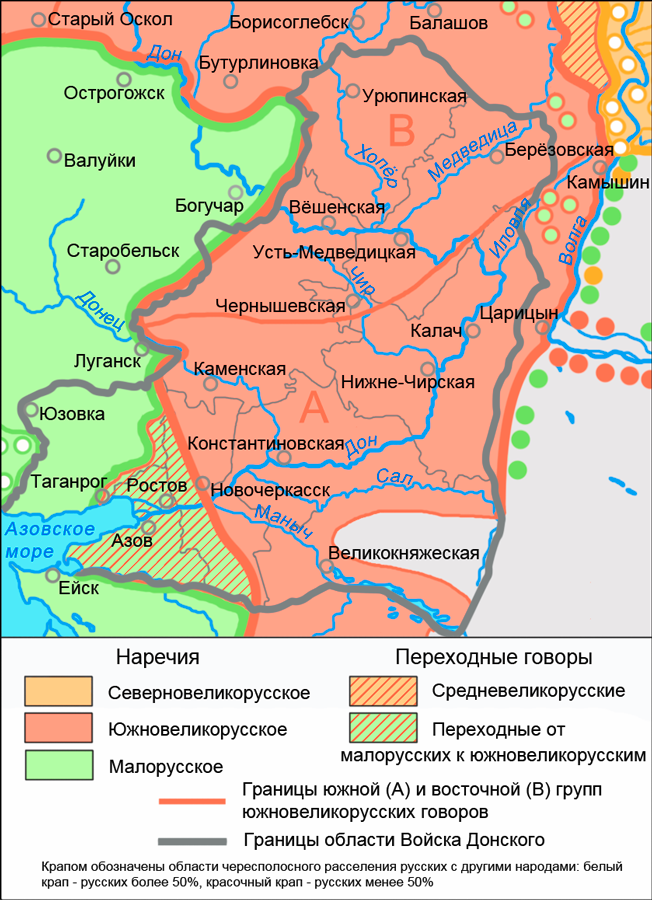
Говоры на территории области Войска Донского (фрагмент диалектологической карты русского языка 1914 года)

Донска́я гру́ппа го́воров — южнорусские говоры, распространённые на территории большей части Ростовской области и западной части Волгоградской области в бассейнах Хопра, Медведицы, а также среднего и нижнего Дона.
Донские говоры сформировались в XVI—XVII веках в результате переселения носителей южнорусских говоров на Дон и территориального, а затем и социального (как казачьего военного сословия) их обособления от других групп русского населения.
Донская группа является одной из двух групп говоров русского языка наряду с Архангельской (Поморской) группой, которые размещены на территории говоров позднего формирования. Территории, охватываемые данными группами говоров, не рассматривались при составлении диалектологической карты 1964 года, выделение донских и архангельских говоров как самостоятельных диалектных единиц было произведено на основании новейших исследований, впервые Донская и Архангельская группы отмечены в составе наречий русского языка в издании «Русской диалектологии» 2005 года.
Донские говоры, примыкающие к восточным частям ареалов южнорусского наречия и юго-восточной диалектной зоны территории русских говоров раннего формирования, разделяют все южнорусские диалектные особенности и типичные юго-восточные диалектные черты. Наличие в характеристике говоров Донской группы языковых явлений юго-восточной диалектной зоны противопоставляет эту группу вместе с Рязанской группой западным южнорусским говорам, которые характеризуются чертами западной и юго-западной диалектных зон, и сближает с говорами Курско-Орловской группы и восточными среднерусскими акающими говорами отделов Б и В, также находящимися в пределах юго-восточной диалектной зоны.
К диалектным чертам, присущим только говорам Донской группы, относятся: донской тип диссимилятивного яканья; бо́льшая частотность употребления слов с окончанием -о под ударением, перешедших из женского, реже мужского, рода в средний (стено́, копно́, стрело́); значительное число слов с окончанием -ми у существительных в форме творительного пад. мн. числа (ночьми́, грудьми́); эпитеза [у] в глаголах 3-го лица мн. числа (бе́гаю[т’у], забира́ю[т’у]); наличие в постфиксе возвратных глаголов 1-го лица ед. числа и 3-го лица мн. числа гласного [у] (разбира́ю[с’у], занима́ют[цу]); специфическая казачья лексика (баз, куре́нь, арья́н) и т. д.
Донские говоры в отличие от большинства остальных, соседних с ними, русских переселенческих говоров продолжают и в настоящее время сохранять основные черты фонетической, грамматической и лексической систем, что связано с относительно высоким престижем данных говоров среди его носителей. Донские казаки, сохраняя самосознание особой группы русского народа, оценивают родные говоры как одну из значимых своих особенностей.

## Вопросы классификации
Как самостоятельное диалектное объединение Донская группа говоров отсутствует на обеих диалектологических картах русского языка. На первой диалектологической карте, созданной в 1914 году, территория современных донских говоров входила в состав южной и восточной групп говоров южновеликорусского наречия, выделенных на основе распространения диссимилятивного (южная группа) и сильного (восточная группа) яканья. Говоры казаков нижнего Дона (главным образом на побережье Азовского моря) были отмечены на карте как южновеликорусские говоры с малорусскими наслоениями, к западу от Таганрога — как украинские (южномалорусские). На карте 1914 года, уточнённой Н. Н. Дурново в 1927 году, границы говоров не были изменены, изменились только названия групп: южная группа отмечена как группа А (с диссимилятивным яканьем), а восточная группа как группа В (с сильным яканьем). На карте, опубликованной в издании «Народы Европейской части СССР» 1964 года, где на взятой за основу карте 1914 года отделена территория русского языка по границе РСФСР с Белорусской и Украинской ССР, Южная группа также называется Орловской, а Восточная — Рязанской. На диалектологической карте 1964 (или 1965 года), составленной на основе материалов диалектологического атласа русского языка, донские говоры не представлены в группировке русских диалектов в связи с тем, что данные говоры были отнесены к говорам позднего формирования и не были включены в территорию обследования и картографирования при подготовке ДАРЯ.
Как особое территориальное диалектное объединение впервые донские говоры были выделены Л. Л. Касаткиным после детального их изучения и сопоставления их языковых черт с чертами других диалектных объединений русского языка. В новом издании «Русской диалектологии» 2005 года донские говоры были включены Л. Л. Касаткиным в перечень групп говоров южнорусского наречия, там же представлено описание языкового комплекса Донской группы.
Особый комплекс диалектных черт донских казачьих говоров в целом или их отдельных групп в работах ряда диалектологов, исследователей донских говоров (Л. М. Орлов, «Фонетика волгоградских говоров», «Русские говоры Волгоградской области», Р. И. Кудряшова, «Специфика языковых процессов в диалектах изолированного типа: (на материале донских казачьих говоров Волгоградской области)») позволял им оценивать данные говоры как отдельную группу, самостоятельный диалект. Но в этих работах, как правило, отсутствовали сопоставления донских диалектных черт с диалектными чертами других южнорусских говоров. Выделение отдельной группы говоров и определение её места в составе южнорусского наречия стали возможными на основании установления диалектных черт, присущих только донским говорам, сформировавшихся, вероятнее всего, уже после переселения русского населения на Дон, а также установления в донских говорах черт других русских диалектных объединений (общеюжнорусских черт, черт юго-западной и юго-восточной диалектных зон, а также черт некоторых южнорусских групп говоров). Уточнение диалектного членения русского языка было произведено Л. Л. Касаткиным в результате анализа материалов диалектологических экспедиций с его участием в 1998 и 1999 годах (когда были обследованы 33 населённых пункта по течению Хопра, Медведицы и Дона в Волгоградской области), анализа описаний донских говоров Л. М. Орловым и Р. И. Кудряшовой, материалов словаря русских донских говоров и словаря русских народных говоров, а также карт диалектологического атласа русского языка.
Донская группа говоров, так же как и Рязанская группа, размещённая в восточной части южнорусского наречия, находится полностью вне сферы взаимоналожения ареалов юго-восточной и юго-западной диалектных зон. Отсутствие в донских говорах языковых черт западной локализации (юго-западной и западной диалектных зон) сближает Донскую группу с Рязанской группой говоров и обособляет её от остальных диалектных объединений южного наречия. К донским и рязанским говорам в разной степени близки межзональные говоры Б и курско-орловские говоры в пределах южнорусского наречия, а также говоры отделов Б и В в пределах среднерусских говоров, в которых юго-восточные черты совмещаются с чертами соседних диалектных зон. Наиболее отличными от донских и рязанских среди говоров южнорусского наречия являются говоры Западной, Верхне-Деснинской, Верхне-Днепровской групп и межзональные говоры А.
Для донских говоров характерны общие диалектные черты с близкими им говорами Рязанской группы южнорусского наречия (помимо тех черт, которые характеризуют юго-восточную диалектную зону), прежде всего такая определяющая черта, как тип вокализма (разновидности аканья и яканья). Ряд диалектных черт донских говоров сходен с чертами других южнорусских диалектных объединений: с курско-орловскими говорами (произношение [ш'] в соответствии аффрикате [ч'], отсутствие ассимилятивного прогрессивного смягчения [к] после [ч'] или [ш']), а также с елецкими и оскольскими говорами.

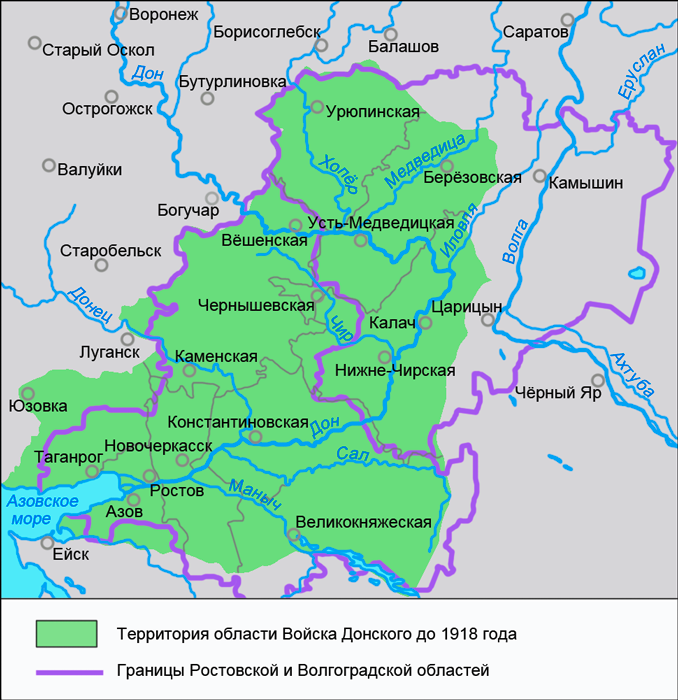
Территория области Войска Донского с наложением контуров современных Ростовской и Волгоградской областей

В классификации русских говоров позднего формирования Л. И. Баранникова относила донские к группе ранних переселенческих говоров, начавших формироваться в XVI—XVII веках.
Донские говоры не являются однородными, на территории их распространения выделяется ряд подгрупп, имеющих местные диалектные особенности. Так, в Волгоградской области могут быть выделены хопёрская, чирская и медведицкая подгруппы донских говоров.

## Ареал
Говоры Донской группы размещены в районах позднего формирования русских диалектов к юго-востоку от ареала диалектов раннего формирования на территории западной части Волгоградской области и большей части Ростовской области.
На севере говоры Донской группы граничат с говорами Рязанской группы, на западе — с говорами юго-восточного наречия украинского языка (слобожанскими и степными), на юге — с кубанскими говорами, на юго-востоке — с территорией распространения калмыцкого языка. С северо-востока к донским говорам примыкают разнородные говоры позднего заселения (с середины XVIII века) на территории Волгоградской области: со среднерусской (верхнемедведицкие, терсинские и ахтубинские), южнорусской (мокроольховские и перещепновско-краишевские) и севернорусской (погроменско-ельшанские) основами, а также говоры, совмещающие в своих системах южнорусские и украинские языковые элементы (аксайские).
Носителями донских говоров также являются казаки-некрасовцы, предки которых бежали с Дона в 1708 году сначала на Кубань, затем в Добруджу и на территорию современной Турции. Часть некрасовцев вернулась в 1962 году в Россию, их потомки живут в посёлке Новокумский Левокумского района Ставропольского края.

## Современное положение
В отличие от большинства говоров русского языка различных диалектных объединений говоры Донской группы формировались под влиянием не только территориальной, но и социальной обособленности. Характерное для носителей донских говоров относительно изолированное существование, вызванное особым социальным положением казачества, сохраняется и в настоящее время. Такого рода особенность формирования языка жителей Дона является причиной того, что говоры донских казаков в отличие от переселенческих говоров, соседствующих с казачьими, находятся под влиянием только литературного языка, какое-либо воздействие со стороны других говоров полностью отсутствует. Это является одной из причин, по которой донские говоры не подвергаются такому интенсивному процессу разрушения, какому подвергается большинство других русских территориальных диалектов.
В среде донских казаков (субэтноса с устойчивым самосознанием) престиж родных говоров заметно высок. Многие казаки считают необходимым владеть как русским литературным языком, так и донскими говорами, используя их в зависимости от конкретной ситуации общения. Как следствие этого степень сохранности говоров Донской группы в сравнении с теми говорами русского языка, носители которых не имеют сознания своей общности, по утверждению Р. И. Кудряшовой является сравнительно высокой.
В донских говорах наиболее существенные, основные в диалектной системе, коммуникативно значимые, важные для общения диалектные признаки устойчиво сохраняются. Утрачиваются под влиянием литературного языка только несущественные, в большинстве своём локальные диалектные черты. Внутренняя целостность диалектной системы препятствует интенсивному разрушению донских казачьих говоров.

## История
История формирования донских говоров непосредственно связана с историей формирования субэтнической группы донских казаков. Донские говоры складывались в результате заселения степных районов бассейна Дона выходцами из различных мест России, преимущественно из южных губерний. Началом переселения русских в район ареала Донской группы говоров считают XV век, но массовое освоение Дона происходило позднее — во второй половине XVII века. Переселенцы, осваивавшие Дон, принесли в своей речи диалекты тех местностей, где им пришлось перед этим проживать. Длительное время казаки жили на границе России и несли службу по охране рубежей государства. Постепенно они сформировались в особый субэтнос русского народа, относящийся к военному сословию, для которого характерны обособленное самосознание, специфические черты культуры и особенности в языке. Донские говоры, образовавшиеся в результате переселения носителей разнородных южнорусских говоров, сохранили в своей языковой системе диалектные особенности, свойственные как всему южному наречию русского языка, так и отдельным его диалектным объединениям — диалектным зонам и группам говоров. В то же время территориальное и социальное обособление донских казаков способствовало формированию в говорах Донской группы собственных диалектных черт, отличающих донские от других южнорусских говоров. В условиях изоляции, когда междиалектные контакты затрагивали только говоры разных округов области Войска Донского, а соседние переселенческие говоры практически не оказывали влияния на казачьи, сложилась целостная диалектная система Донской группы говоров.

## Особенности говоров
В характеристику говоров Донской группы включаются все диалектные явления южного наречия русского языка. Помимо южнорусских диалектных черт, в языковой комплекс группы входят черты юго-восточной диалектной зоны, а также присущие именно для данной группы говоров своеобразные диалектные черты, характеризующие бо́льшую или значительную часть говоров группы.

### Южнорусские диалектные черты
Среди основных южнорусских черт могут быть отмечены такие, как:
1. Аканье (неразличение гласных неверхнего подъёма после твёрдых согласных): д[а]ма́, н[а]шу́, тр[а]ва́, м[ъ]локо́, д[ъ]л’око́, го́р[ъ]д или го́р[а]д, вы́д[а]л и т. п.[22][23][24];
2. Фрикативное образование звонкой задненёбной фонемы /ү/ и её чередование с /х/ в конце слова и слога: но[ү]а́ — но[х], бер’о[ү]у́с’ — бер’о́[х]с’а и т. п.[25][26][27];
3. Наличие /j/ в интервокальном положении, отсутствие случаев выпадения /j/ и стяжения в возникающих при этом сочетаниях гласных: дêл[аjе]т, зн[аjе]т, молод[а́jа], молод[у́jу] и т. п.[28][29];
4. Отсутствие ассимиляции в сочетании бм: о[бм] а́н, о[бм]е́р’ал и т. п.[30][31][32];
5. Наличие у существительных женского рода с окончанием -а и твёрдой основой в форме родительного пад. ед. числа окончания -е: у жен[е́], со стен[е́] и т. п.;
6. Различение форм существительных и прилагательных во мн. числе в формах дательного и творительного пад.: за но́выми дома́ми, к но́вым дома́м; с пусты́ми в’о́драми, к пусты́м в’о́драм[33];
7. Окончание -т’ мягкое у глаголов в форме 3-го лица ед. и мн. числа настоящего времени: сиди́[т'], сид’а́[т']; пи́ше[т'], пи́шу[т'] и т. п.[34];
8. Совпадение в глаголах настоящего времени 3-го лица мн. числа I и II спряжения гласных в безударных окончаниях: бега́й[у]т, пи́ш[у]т — хо́д'[у]т, л’у́б’[у]т[35];
9. Распространение слов зе́лени, зеленя́, зе́ль (всходы ржи); паха́ть[36]; лю́лька (подвешиваемая к потолку колыбель)[37]; коре́ц, ко́рчик (в значении ковш); дежа́, де́жка (посуда для приготовления теста)[38]; гре́бовать (в значении брезговать); слова с корнем чап (цап) для обозначения приспособления для вынимания сковороды из печи[37]; пого́да (в значении — хорошая погода) и других.

### Общие местные диалектные черты
К местным диалектным чертам Донской группы говоров относятся следующие фонетические, грамматические и лексические явления:

#### Фонетика
1. Особенности предударного вокализма после твёрдых согласных. Для донских говоров характерно распространение как диссимилятивного, так и недиссимилятивного аканья[22][23][39], в говорах с недиссимилятивным аканьем различаются два типа, жиздринский и прохоровский[40]:
  - Сильное (недиссимилятивное) аканье. Совпадение гласных /о/ и /а/ в первом предударном слоге после парных твёрдых согласных в гласном [а] вне зависимости от того, какой гласный находится под ударением: в[а]дá (вода), к[а]сá (коса), в[а]дóй, в[а]дé, к[а]сы́, к[а]су́ и т. п. Данный вид аканья характерен для рязанских, тульских и елецких говоров южнорусского наречия и для всех акающих среднерусских говоров.
  - Распространение разновидности диссимилятивного аканья жиздринского типа, при которой произносится звук [а] нижнего подъёма в первом предударном слоге после твёрдых согласных на месте /о/ и /а/ перед всеми ударными гласными, кроме [а], и краткий звук [ạ] (в другой транскрипции [аъ]) средне-нижнего подъёма перед ударным гласным [а]. Различия между звуками [а] и [ạ] ([аъ]) незначительны и трудно различимы на слух, установить разновидность диссимилятивного аканья, основанного на этом различии, стало возможным в результате многократного прослушивания записей речи носителей диалектов и анализа этих записей в электронном виде, звук [ạ] ([аъ]), кроме отличия от [а] по подъёму, также отличается по долготе — [ạ] короче, чем [а], в литературном языке [ạ] произносится перед всеми ударными гласными. Данный тип предударного вокализма после твёрдых согласных, возможно, является переходным от недиссимилятивного к диссимилятивному (или сильному), при котором звук [ạ] появился на месте [ъ][41].
  - Распространение диссимилятивного аканья прохоровского типа, при котором на месте /о/ и /а/ произносится звук [а] перед ударными гласными верхнего подъёма и звуки [ъ] и [аъ] перед ударными гласными среднего и нижнего подъёма: в[ъ]дá, в[ъ]дóй, в[ъ]дé, но в[а]ды́, к[а]сý[20].
2. Предударный вокализм после мягких согласных характеризуется распространением преимущественно ассимилятивно-диссимилятивного яканья[42] кидусовского и култуковского типов[43][44], отличающихся от диссимилятивных суджанского и мосальского типов произношением предударного [’а] перед гласным [а] ударного слога[45]. Для некоторых говоров характерен донской тип диссимилятивного яканья, при котором [а] произносится только перед ударными гласными верхнего подъёма, перед остальными гласными произносится [и][46]:

| Тип яканья   | Предударный гласный перед ударным | Предударный гласный перед ударным | Предударный гласный перед ударным | Предударный гласный перед ударным | Предударный гласный перед ударным | Предударный гласный перед ударным | Предударный гласный перед ударным |
| ------------ | --------------------------------- | --------------------------------- | --------------------------------- | --------------------------------- | --------------------------------- | --------------------------------- | --------------------------------- |
| Тип яканья   | и́, ы́, у́                           | ố                                 | ế                                 | ó                                 | é                                 | 'ó                                | á                                 |
| Кидусовский  | а                                 | а                                 | и                                 | а                                 | и                                 | и                                 | а                                 |
| Култуковский | а                                 | а                                 | и                                 | а                                 | и                                 | а                                 | а                                 |
| Донской      | а                                 | и                                 | и                                 | и                                 | и                                 | и                                 | и                                 |

1. Диереза безударных гласных главным образом заударных слогов, чаще всего конечного открытого слога, обычно с переносом слоговости на согласный звук: вы́р(о)сли, нако́с(и)ть, разру́х(а) ста́ла, два бра́т(а) пожени́лись, прие́хал(и) домо́й, не́ком(у) рабо́т(а)ть и т. п.
2. Наличие фонемы /о/ в корнях слов во́ришь, до́ришь, ко́тишь, со́дишь, сво́лишь и т. п. По всей территории южного наречия наличие /о/ в корнях слов отмечается только у глаголов дарить, катить и платить (до́ришь, ко́тишь, пло́тишь). Формы во́ришь и во́лишь наиболее последовательно употребляются в межзональных говорах Б южного наречия и в говорах Рязанской группы.
3. Наличие фонемы /и/ на месте ĕ (ѣ): си́верко (холодно), ди́верь. Форма ди́верь известна рязанским, елецким, оскольским говорам, а также межзональным говорам северного наречия.
4. Наличие фонемы /е/ на месте а в суффиксе основы прошедшего времени глаголов II спряжения после шипящих согласных: стуч[е́]ть, стуч[е́]л; пиш’ш’[е́]ть, пиш’ш’[е́]л; виж’ж’[е́]ть, виж’ж’[е́]л и т. п. Данная черта характерна для юго-западной диалектной зоны и говоров Владимирско-Поволжской группы (наличие фонемы /е/ в глаголах не только после мягких шипящих (крич[е́]ть, крич[е́]л), но и после твёрдых шипящих (дыш[е́]ть, дыш[е́]л) характерно для говоров Нижегородской подгруппы).
5. В части говоров на месте [ч'] произносится [ш'][47]: [ш']и́стый, мо[ш']ить, но[ш'] и т. п.[48][49][50] Данная черта является наиболее яркой в характеристике говоров Курско-Орловской группы и соседних с ними межзональных говоров А, елецких и оскольских говоров.
6. Мягкий [к'] после парных мягких согласных и [j], но твёрдый согласный [к] после [ч'] ([ш']): уго[л’к']а́, ча[jк']у́, но моло[ч’к]о (моло[ш’к]о)[51][52]. Подобный тип смягчения [к] характерен для говоров юго-восточной диалектной зоны, из них в говорах Рязанской группы и межзональных говорах Б встречается смягчение [к] также и после [ч']. Смягчение задненёбных /г/, /к/, /х/ только после парных мягких согласных отмечается в Костромской группе и северной части Владимирско-Поволжской группы, после всех мягких согласных — в южной части Вологодской группы.
7. Произношение свистящих апикальных согласных на месте шипящих, характерное для ряда говоров Нижнего Дона, ведущее своё происхождение от древнего явления неразличения свистящих и шипящих, совпадения их в свистящих согласных звуках: [с]у́ба (шуба), хоро[с]о́ (хорошо); [з]а́рко (жарко), невозмо́[з]но (невозможно); клю́[ц]ик (ключик), на пе[ц]и́ (на печи), до[ц’] (дочь) и т. п. В данных говорах возможно и обратное произношение шипящих на месте свистящих (как гиперизм): [ш]о́рок (сорок), вы́[ш]ушить (высушить); [ж]у́бы (зубы), спо[ж]ара́нку (спозаранку) и т. п.
8. Отсутствие в некоторых говорах Нижнего Дона /j/ после согласного перед гласным: сви[н’а́] (свинья), жи[т’о́] (житьё), [ш’у]т (шьют), [л’у] (лью), поло́[з’а] (полозья), гру́[д’у] (грудью) и т. п.
9. Особенности в произношении некоторых слов: с мягкими /д’/ и /р’/ — [д’ир’а́] (дыра); с мягким /р’/ — слов типа кома́[р’] (комар), нут[р’о́] (нутро); с мягким /л’/ — дуп[л’о́] (дупло); с мягким /в’/ — [в’и]со́кий (высокий); с твёрдым /в/ — [вы́]шн’а (вишня). Произношение слова дыра с мягким /д’/ распространено в говорах Вологодской группы и южной диалектной зоны; слова комар с мягким /р’/ — в говорах юго-восточной диалектной зоны; слов нутро с мягким /р’/ и дупло с мягким /л’/ — в рязанских говорах и соседних с ними восточных среднерусских говорах отдела В; слова высокий с мягким /в’/ — в говорах южной диалектной зоны; слова вишня с твёрдым /в/ — в говорах Рязанской группы, Верхне-Деснинской группы и межзональных говорах А южного наречия.

#### Морфология и синтаксис
1. Исчезновение среднего рода и переход существительных этого рода в женский или мужской: такая горя, из кислой тесты, один окно. С этим связано проникновение ударного окончания -о в слова исконно мужского или женского родов: звездо́ (звезда), стено́ (стена), копно́ (копна), стрело́ (стрела), метло́ (метла), блесно́ (блесна) и др., дерно́ (дёрн), чехло́ (чехол), рул’о́ (руль) и др.[53]
2. Формы существительных 3-го склонения в творительном пад. ед. числа с окончанием -ей: пе́ч[ей] (печью), две́р[ей] (дверью), гря́з[ей] (грязью) и т. д.
3. Формы существительных 3-го склонения в предложном пад. ед. числа с окончанием -е под ударением: на печ[е́] (на печи), в степ[е́] (в степи), в гряз[е́] (в грязи), в кров[е́] (в крови) и т. д.
4. Распространение у некоторых существительных ударного окончания -ми в отличие от окончания -ами в других говорах: сетьми́ (сетями), ночьми́ (ночами), грудьми́ (грудями), зорьми́ (зорями), курми́ (курами), вилми́ (вилами), саньми́ (санями), коньми́ (конями) и т. п. Данная диалектная черта входит в характеристику юго-восточной диалектной зоны, ареал этой черты заходит далеко на север, почти полностью охватывая восточные среднерусские говоры. Особенностью донских говоров является бо́льшая частотность употребления подобных окончаний — они встречаются в значительном числе слов, в том числе и таких, у которых в других говорах это окончание не отмечено. Помимо русских говоров такие же ударные окончания отмечаются в украинском языке.
5. Заимствованные существительные с основой, заканчивающейся на тр, гр, рм, нк, в отличие от русского литературного языка являются словами женского рода: литра, штурма, тигра, танка[53].
6. Наличие окончания с согласным [в] у прилагательных и неличных местоимений в форме родительного пад. ед. числа мужского и среднего рода: бе́ло[в]о, молодо́[в]о, тако́[в]о и т. п. В остальных говорах южного наречия (кроме Тульской группы) распространено окончание -ого.
7. Формы прилагательных и неличных местоимений в предложном пад. ед. числа мужского и среднего рода с окончанием -им (-ым): в больш[и́м] (в большом), в как[и́м] (в каком), в т[ым] (в том), в худ[ы́м] (в худом) и т. п. Данное явление встречается также в говорах Псковской и Владимирско-Поволжской групп.
8. Эпитеза гласного в безударных окончаниях глаголов 3-го лица мн. числа, лабиализующегося под влиянием предыдущего гласного: бе́гаю[т’у], забира́ю[т’у], рабо́таю[т’у], сде́лаю[т’у], во́зю[т’у], го́ню[т’у], насо́дю[т’у] и т. п., но даю́[т’], зову́[т’], иду́[т’] и т. п. Эпитеза отсутствует, если следующее за глаголом слово начинается на гласный. Реже может встречаться эпитеза гласного [о]: бе́гаю[т’о], забира́ю[т’о], прохо́дю[т’о] и т. п. Данное явление распространено в говорах по рекам Хопёр и Медведица. Для этих говоров возможно употребление возвратного постфикса -ся после гласных: сошл[а́с’а] (сошлась), жил[о́с’а] (жилось), родил[а́с’а] (родилась), боя́л[исе] (боялись), подчиня́л[исе] (подчинялись) и т. п., а также возможна лабиализация конечного гласного в постфиксе -ся в форме 1-го лица ед. числа: помо́ю[с’у] (помоюсь), прислу́хаю[с’у] (прислушаюсь), разбира́ю[с’у] (разбираюсь) и т. п. (возможно и произношение гласного [о] — в’арну́с’о) и в форме 3-го лица мн. числа: занима́ют[цу] (занимаются), кру́жут[цу] (кружатся), собира́ют[цу] (собираются), разва́ливъйу[цу] (разваливаются), наки́нут[цу] (накинутся) и т. п.
9. Употребление в сочетании с существительными предлога с в значении из: выгружа́ли с ба́ржи, прие́хала с Волгогра́да, они́ с Москвы́, с карто́шки зүато́вили и т. п. Наличие словосочетаний с существительными с предлогами с или з в соответствии предлогу из характерно для говоров западной диалектной зоны.

#### Лексика
В донских говорах сохранились южнорусские слова, утраченные другими диалектами (но зафиксированные в письменных памятниках): сула́ «судак», займище «заливной луг». Существует пласт исключительно донских слов: баз «огороженное место для скота, двор», куре́нь «квадратный казачий дом с четырёхскатной крышей, жилой дом», волочи́ть «бороновать», жалме́рка «жена казака, ушедшего на военную службу», долгу́шка «спальня в казачьем доме» и др. Имеются заимствования из тюркских языков (турецкого, татарского, ногайского): арья́н, ирья́н, иря́н «напиток из отцеженного кислого молока, разведённый водой», бирю́к «волк», ча́кан «рогоз широколистный»; калмыцкого: будан «бульон», шурган «буран, метель»; и украинского: жме́ня «пригоршня», шука́ть «искать».

### Черты говоров Волгоградской области
Кроме основных диалектных черт, характеризующих Донскую группу в целом, Л. Л. Касаткин отмечает некоторые диалектные явления, известные донским говорам Волгоградской области (наиболее изученным среди донских казачьих говоров):
Фонетика
1. Редукция безударных гласных с той особенностью, что в донских говорах это явление чаще встречается в гласных на конце слова. В ряде случаев редукция гласных компенсируется долготой предшествующего согласного, ставшего слоговым, лабиализованностью предшествующего согласного при выпадении [у] и другими явлениями.
2. Качественная редукция безударной /у/ (кроме /у/ в первом предударном слоге), на её месте произносятся [ъ] или [ы] после твёрдых согласных и [и], [е], [ъ], [а] после мягких согласных и /j/: ф каку́йъ, вруч’ну́йа, каку́ нипра́ил’нъ сло́ву, ро́з: выйу и т. п.
3. Возможность реализации фонемы /в/ как губно-губного [w] главным образом перед [о] при основной её реализации как губно-зубного [в], чередующего с [ф] в конце слога и слова: wот, jawо́, нич’аwо́, на́шъwъ и т. п. В прошлом употребление губно-губного звука [w], вероятно, было шире распространено в донских говорах, о чём свидетельствует наличие [у] на месте [в] в современных говорах в предлогах и основах некоторых слов: у ту́флиф (в туфлях), зъудаве́т' (завдоветь, от удова́ — вдова), ува фсе́х (во всех); [в] в начале слова на месте [у]: вда́рил и т. п. Данные явления сопутствуют [w] в западных южнорусских говорах.
4. Наличие на месте /в’/ перед гласными как [в'], так и [j] (в говорах с [w']): приjаду́т’ (приведут), пъjазу́т’ (повезут) и т. п.
5. Наличие лабиовелярного двухфокусного звука [ф]. При основном губном фокусе произношение [фх]: фх таку́йу, фх пе́р’въй, фхсе и т. п. При усилении второго фокуса произношение [хф] или [х] (при озвончении [ү]): духо́[хф] (духов), садо́х ни было́ (садов не было), х краве́ (в крови), ис кало́тцъү бы́лъ (из колодцев было) и т. п.
6. Произношение [j] на месте /j/ в начале слова, не перед ударным гласным и между гласными со вторым [и] (не только перед ударным гласным не в начале слова, как в других говорах и литературном языке): jим (им), jади́нъй (единый), jаво́ (его), пъjади́м (поедим), сим’jани́н (семьянин), маjи́м (моим) и т. п. Возможно произношение [ү'] на месте [j]: Ил’ү’и́н ден' (Ильин день), а также [j] на месте [ү']: у мно́jих (у многих) и т. п.
7. Случаи произношения звуков типа [р] и [р'] на месте [л], [л'], [т], [т'], [д], [д']: пир’прыва́ла (переплывала).
8. Случаи дзеканья и цеканья в ряде говоров: ад’зи́н (один), д’зиц’а́ (дитя) и т. п. Основные ареалы дзеканья и цеканья в русских говорах: среднерусские говоры Псковской группы, восточные среднерусские акающие говоры отдела Б и часть южнорусских говоров Западной группы.
9. Случаи утраты щелевой фазы в звуке [ц]: ате́т твой (отец твой), в ме́ситъ (в месяце), п’атна́тто фиврал’а́ (пятнадцатое февраля) и т. п.
10. Случаи употребления лабиовелярного двухфокусного звука [х] (представляющего фонемы /х/ и /ү/), усиление первого фокуса приводит к замене звука [х] звуком [ф]: иф (их), тра́фтър (трактор), нъ нач’ле́ф ыду́т' (на ночлег идут) и т. п.
11. Мягкость зубных согласных и [р’] перед следующими за ними мягкими губными, мягкость [р’] также перед зубными, мягкость губных и в редких случаях зубных перед следующими за ними мягкими заднеязычными: с’в’о́кър (свёкор), с’в’ати́т’ (светить), с’пина́ (спина), бис':ме́р’т’ник (бессмертник), ръз’в’али́ (развели), въз’в’арну́ли (возвернули), з’м’аjа́ (змея), пъд’в’аз’о́т’ (подвезёт), ат’в’али́ (отвели), д’в’е (две), а’д’би́л (отбил), т’ар’пи́те (терпите), кар’ми́лъ (кормила), аб’м’о́р’з’ли (обмёрзли), jуп’ки́ (юбки), тр’а́п’к’ими (тряпками), де́ф’к’и (девки) и т. п.
12. Отвердение мягких переднеязычных перед твёрдыми губными и твёрдыми и мягкими заднеязычными: пи́смъ (письма), т’урма́ (тюрьма), ды́нк’и (дыньки) и т. п.
13. Случаи произношения [кы] на стыке основы и окончания прилагательных: атама́нъскых и т. п.

Морфология и словообразование
1. Окончание -ом у местоимения 3-го лица муж. рода в творительном пад. ед. числа: с' н’ом (с ним).
2. Полные формы местоимений на месте кратких: э́тъйу траву́ (эту траву), э́тыйу ът по́ру (эту пору), э́тъйе дуүу́ (эту дугу), фс’аjу́ ноч’ (всю ночь), на́шъйе с’ало́ (наше село), jади́нъй рас (один раз) и т. п.
3. Случаи употребления плюсквамперфекта (аналитического типа), нехарактерные для южнорусских говоров: ис цэ́рквы бы́ли з’де́лали (сделали из церкви (о клубе)).
4. Употребление формы деепричастия действительного залога настоящего времени спроша́ от глагола совершенного вида спросить.
5. Употребление частицы -ка не после глагола: крич’у́ (а) ани́ къ смейу́ц(а).
6. Употребление повелительной формы глагола в особых значениях, встречающееся и в литературном языке, но неизвестное в остальных русских диалектах: у мине́ быки́ атцапи́с’ и убе́үли; jа кък ръзамкни́ къшал’о́к, а де́них тъ не́ту и т. п.
7. Употребление приставки по- в дополнение к другим приставкам: пъушли́ (поушли), пъпаби́ли (попобили), пъзабра́ли (позабрали) паъддахн’о́ш (поотдохнёшь), пъпраде́лъйут’ (попроделают) и т. п.
8. Наличие суффикса -ин- у притяжательных прилагательных, образованных от существительных муж. рода: сы́нин внук, бра́тин внук и т. п.

Синтаксис
1. Особенности в конструкциях предложных словосочетаний:
  - Употребление существительных в винительном пад. с предлогом о (об) в словосочетаниях, выражающих значение места: jе́дут’ туда́ а бе́рих (едут туда по берегу), аб Дон рас’т’о́т’ (возле Дона растёт) и т. п.
  - Употребление существительных в винительном пад. с предлогом за в словосочетаниях, выражающих предмет речи, мысли, чувства: и пашла́ за фс’о́ раска́зъвът’ (и начала обо всём рассказывать) и т. п.
  - Употребление существительных в предложном пад. с предлогом по в отличие от употребления этой же конструкции в дательном пад. в литературном языке: па фс’а́киү д’ала́х (по всяким делам) и т. п.
  - Наличие предлога из вместо из-за: Из-зъ чеwо́ мы жы́ли там? — Ис куска́ хлеба́ жы́ли (Из-за чего мы там жили? — Из-за куска хлеба жили).
2. Повторение предлогов в словосочетаниях: ф тех тъ в үада́х (в тех годах), jе́хът’ бъ на́дъ ф сваjу́ ф с’ало́ ба (ехать бы надо в своё село).
3. Повторение частицы бы, б: jаму́ б на́дъ пайти́т’ съмаму́ б мужику́ ба (ему бы, мужику, самому надо пойти).
4. Существительное в именительном пад. при наречии и глаголе: рука́ бо́л’нъ (руку больно), ша́пкъ б’ар’о́т' (шапку берёт) и т. п.
5. Употребление дополнения, выраженного существительным, обозначающим лицо или животное, в форме винительного пад., совпадающей с формой именительного пад.: брат на брат, сын нъ атца́ (брат на брата, сын на отца).
6. Употребление конструкций с инфинитивом, выражающим значение неизбежности действия, долженствования: он ыш’о́ жыв, он ыш’о́ здаро́ф, он ыш’о́ быт’.

Лексика
Зада́тный (зазнайка), кра́тить (раскулачить), паса́ть (пасти), барка́с (большая лодка из досок, при значении ло́дка — сделанная из цельного дерева), лытя́га, лы́тка (бедро), полде́вка (девочка 14—16 лет), чуля́пка (вязаный из шерсти и валяный чулок), льго́титься, го́титься (получать льготы), бата́шки, пата́шки (помидоры), жалме́рка, жалне́рка (казачка, муж которой находится на военной службе), крепь (целина, огород), поперва́м (сперва), юрт (владения станицы) и т. д.

### Характеристика диалектных черт
- Из вышеперечисленных диалектных черт только в донских говорах встречаются[13]: донской тип диссимилятивного яканья; бо́льшая частотность употребления слов с окончанием -о под ударением, перешедших из женского, реже мужского, рода в средний, в сравнении с другими русскими говорами; бо́льшая частотность употребления слов с окончанием -ми у существительных в форме творительного пад. мн. числа; эпитеза [у] в глаголах 3-го лица мн. числа; наличие в постфиксе возвратных глаголов 1-го лица ед. числа и 3-го лица мн. числа гласного [у]; своеобразная лексика (баз, куре́нь, жалме́рка, жалне́рка, крепь, юрт, нурё и т. д.). При этом следует учитывать, что присущие только донским говорам черты распространены на большей или значительной части, но не на всей территории Донской группы.
- Диалектные черты, характерные для юго-западной диалектной зоны или некоторых групп говоров, вписанных в территорию зоны[56]: протетический [и] перед группой согласных; произношение [ш’] в соответствии аффрикате [ч’], в говорах некрасовцев возможно [с] в соответствии [ц]; протетический [в] перед /о/ и /у/; употребление существительных в предложном пад. с предлогом по и другие диалектные черты.
- Диалектные черты, характерные для юго-восточной диалектной зоны[56]: ассимилятивно-диссимилятивное яканье; ассимилятивное прогрессивное смягчение задненёбных /г/, /к/, /х/; безударное окончание -ей в форме творительного пад. ед. числа 3-го склонения; окончание -е под ударением в форме предложного пад. ед. числа 3-го склонения; указательное местоимение э́нта, э́нти, э́нтот[57] и другие диалектные черты.